# Bezirk La Chorrera
La Chorrera ist ein Bezirk (distrito) der Provinz Panamá Oeste in Panama. Die Einwohnerzahl betrug laut Volkszählung 2023 258.221.

## Gliederung
Der Bezirk La Chorrera ist administrativ in folgende Corregimientos unterteilt:
- La Chorrera (Hauptstadt)
  - Barrio Balboa
  - Barrio Colón
- Amador
- Arosemena
- El Arado
- El Coco
- Feuillet
- Guadalupe
- Herrera
- Hurtado
- Iturralde
- La Represa
- Los Díaz
- Mendoza
- Obaldía
- Playa Leona
- Puerto Caimito
- Santa Rita

## Geschichte
Der zentrale Bereich des Isthmus ist seit mehr als 11.000 Jahren ein menschlicher Transitkorridor auf der Suche nach Beute und die Ansiedlung vorspanischer Kulturen, die reich an Symbolen und Bräuchen sind, die durch die europäische Kolonialisierung dezimiert oder gewaltsam mobilisiert wurden. Die Zeugnisse, die sich auf die ersten spanisch-indigenen Kontakte beziehen, führen in die Jahre 1510 zurück und erzählen nur von der Lage des Caimito-Flusses als wichtiger Route für die Suche nach geeigneten Orten für landwirtschaftliche Arbeiten zur Versorgung der Eroberer. In diesem Prozess der Eroberung und Kolonisierung wurde der Fluss Caimito bereits als Bevölkerungszentrum erwähnt. Nach den wilden Feldzügen von Gaspar de Espinosa im Jahr 1515 und der anhaltenden Invasion der indigenen Völker durch die Kolonisten, um ihre Encomiendas und Repartimientos mit Waffen zu versorgen, wurde die Bevölkerung reduziert. In der Lektüre des Berichts von Gaspar de Espinosa wird hervorgehoben, dass der Caimito nur aus Ebenen und Hügeln bestand, die zwischen dem Meer und den Bergen der Landenge grenzten, und seiner Meinung nach gab es in der Region keinen Stamm oder wichtigen Häuptling.

## Wirtschaft
Die Ananasproduktion stellt den wichtigsten landwirtschaftlichen Sektor des kommerziellen Exports im Bezirk dar; In ländlichen Gebieten werden verschiedene landwirtschaftliche Produkte produziert, allerdings nicht für den Export, sondern um den Nahrungsmittelbedarf der Bevölkerung zu decken. Auch die Geflügel-, Schweine- und Viehwirtschaft wurde übernommen. In den letzten Jahren wurden verschiedene Industrien gegründet, die die Wirtschaft der Region ankurbelten, von der Energieerzeugung bis zur Ausbeutung von Bodenschätzen. Da die wirtschaftliche Entwicklung von Panama-Stadt eine große Zahl von Ausländern anzieht und die Wachstumsaussichten durch diese Migrationen aus Panama-Stadt vorangetrieben werden, haben viele Einheimische La Chorrera als ihren neuen Wohnort gewählt, was zur Eröffnung neuer Einkaufszentren führte. Fast-Food-Franchises, Restaurants, Lagerhäuser, Supermärkte, Banken und Finanzinstitute als Reaktion auf das demografische Wachstum.
Aufgrund dieser demografischen Entwicklung ist der Bezirk im Hinblick auf die Ansiedlung von Außenstellen staatlicher Institutionen und privater Hochschulunternehmen gewachsen. Dann war der Ausbau der Autobahn notwendig, der den Verkehr zwischen La Chorrera und Panama-Stadt ankurbelte und gleichzeitig eine wirtschaftliche Verbindung mit der Hauptstadt des Landes förderte.